# Bogogno
Bogogno – miejscowość i gmina we Włoszech, w regionie Piemont, w prowincji Novara.
Według danych na rok 2004 gminę zamieszkiwało 1159 osób, 144,9 os./km².